# ナリマン・ナリマノフ駅
ナリマン・ナリマノフ駅 （アゼルバイジャン語: Nəriman Nərimanov) は、アゼルバイジャンの首都バクー市内で運行されるバクー地下鉄の系統1（1号線、俗称はレッドライン）の駅である。駅名は同国出身の革命家ナリマン・ナリマノフに因んで名付けられた。

## 歴史
1967年11月6日に開業した。
1970年までは、レッドラインの終着駅であった。
ナリマン・ナリマノフ駅はタブリーズ通りとアガ・ネマトゥッラ通りの交差点の地下にある。
1995年10月28日に、ウルドゥズ駅と本駅との区間で、ウルドゥズ駅から本駅に向かう地下鉄車両が「1995年バクー地下鉄火災」と呼ばれる火災事故を起こした。この事故では乗客286人（うち子供28人）と救助隊員3人の計289人が死亡、270人が負傷し、同国史上最大の地下鉄事故となった。
本駅では、電車の到着に合わせてアゼルバイジャンの作曲家アリフ・マリコフの曲『ギュレリム』のフレーズが流れるので、駅構内または電車内で耳にすることが出来る。